# 5 데이즈 오브 워
《5 데이즈 오브 워》(영어: 5 Days of War)는 2011년 개봉한 미국의 전쟁 영화이다. 2008년 남오세티야 전쟁을 소재로 하고 있다.
이 영화는 조지아에서는 "5 Days of August"로 개봉되었고, 다른 나라에서는 "5 Days of War"와 "City on Fire"로 개봉되었다.

## 줄거리
2007년 이라크 전쟁 중 미국의 종군 기자 토머스 앤더스(루퍼트 프렌드 분)는 동료 기자가 사망하는 와중에 이라크 다국적군 조지아 파견대의 도움으로 목숨을 건진다.
1년 후인 2008년 토머스는 조지아에서 큰 충돌이 일어날 것을 감지한 트빌리시 친구들의 조언을 듣고 다시 조지아로 향한다. 토머스는 촬영기사 서배스천 갠즈(리처드 코일 분)와 함께 조지아의 일상 속으로 깊숙이 들어가던 중 지역 결혼식에서 공습을 당하며 전쟁의 한복판에 놓이게 된다.
토머스는 결혼식에 참석했던 타티야(에마뉘엘 슈리키 분)와 과거 이라크에서 토머스를 구해줬던 조지아 군인 레조 아발리아니(조너선 셱 분)의 도움을 받아 러시아 비정규군의 만행을 담은 영상을 국외로 반출하려 애쓴다. 하지만 이들이 직면한 현실은 2008년 하계 올림픽 개막으로 인한 국제 사회의 무관심이다. 결국 이들은 고리 지역으로 도피하게 된다.
영화는 전쟁으로 가족을 잃은 조지아 시민들의 증언을 보여주며 마무리된다.

## 출연
- 루퍼트 프렌드 - 토머스 앤더스 역
- 에마뉘엘 슈리키 - 타티야 역
- 리처드 코일 - 서배스천 갠즈 역
- 헤더 그레이엄 - 미리엄 역
- 조너선 셱 - 레조 아발리아니 역
- 라데 셰르베지야 - 알렉산드르 데미도프 대령
- 앤디 가르시아 - 미헤일 사카슈빌리 조지아 대통령 역
- 밸 킬머 - "더치맨" 역
- 미코 노우시아이넨 - 다닐 역
- 미헤일 고미아슈빌리 - 안톤 메도에프 역
- 안톄 트라우에 - 조이 역
- 케네스 크래넘 - 마이클 스틸턴 역
- 딘 케인 - 크리스 베일롯 역
- 스티븐 로버트슨 - 다비트 케제라슈빌리 역
- 마셜 매네시 - 레흐 카친스키 폴란드 대통령 역

## 기타 제작진
- 공동 제작: 크리스토퍼 랜드리
- 협력 제작: 리스 컨
- 배역: 낸시 네이어
- 미술: 마크 그레빌매슨
- 세트: 구가 코테티슈빌리
- 의상: 엘비스 데이비스
- 분장: 야나 스토야노바
- 제작 관리: 재커리 매츠
- 조감독: 브래드 로빈슨